# Loch Choire
Loch Choire är en sjö i Storbritannien. Den ligger i kommunen Highland och riksdelen Skottland, i den norra delen av landet, 800 km norr om huvudstaden London. Loch Choire ligger 173 meter över havet. Arean är 2,6 kvadratkilometer. Trakten runt Loch Choire består i huvudsak av gräsmarker. Den sträcker sig 3,8 kilometer i nord-sydlig riktning, och 3,6 kilometer i öst-västlig riktning.